# Патнитала (подокруг)
Патнитала (бенг. পাতনিতলা, англ. Patnitala) — подокруг на северо-западе Бангладеш. Входит в состав округа Наогаон. Образован в 1907 году. Административный центр — город Патнитала. Площадь подокруга — 382,39 км². По данным переписи 1991 года численность населения подокруга составляла 198 164 человек. Плотность населения равнялась 518 чел. на 1 км². Уровень грамотности населения составлял 11,5 %. Религиозный состав: мусульмане — 76,48 %, индуисты — 16,41 %, христиане — 1,3 %, прочие — 5,81 %.